# 阿布莱日
阿布莱日（法語：Ableiges，法語發音：[ablɛʒ] ⓘ）是法国法蘭西島大區瓦兹河谷省的一个市镇，属于蓬图瓦兹区。

## 地理
阿布莱日（49°5'25"N, 1°58'53"E）面积8.03 平方千米，位于法国法蘭西島大區瓦兹河谷省，该省份为法国北部内陆省份，北起瓦兹省，西接厄尔省，南至塞纳-圣但尼省、上塞纳省和伊夫林省，东临塞纳-马恩省。
与阿布莱日接壤的市镇（或旧市镇、城区）包括：弗雷梅库尔、萨日、韦克桑地区科尔梅耶、维奥讷河畔库尔塞勒、隆盖斯、蒙热鲁、于斯、维尼。

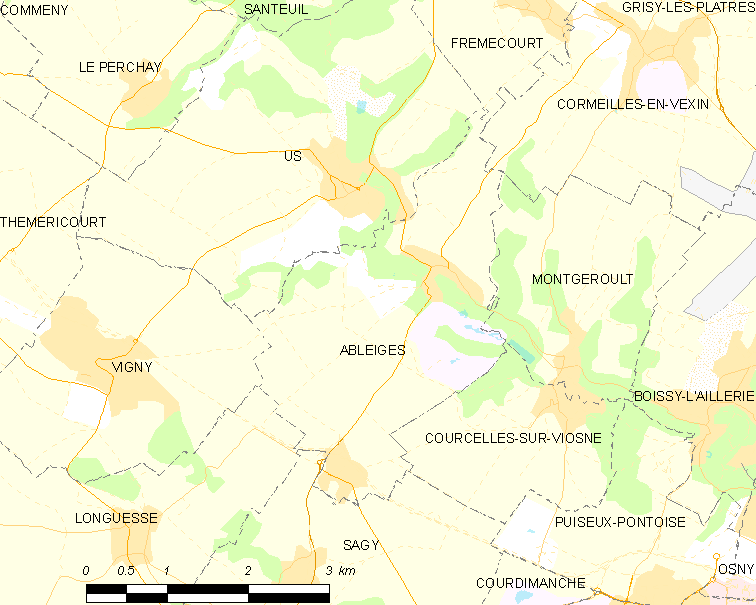
阿布莱日的OSM定位图

阿布莱日的时区为UTC+01:00、UTC+02:00（夏令时）。

## 行政
阿布莱日的邮政编码为95450，INSEE市镇编码为95002。

## 政治
阿布莱日所属的省级选区为蓬图瓦兹县。

## 人口

1962-2008年间阿布莱日人口变化图示

阿布莱日于2022年1月1日时的人口数量为1109人。